# Mjøsa
Mjøsa (dansk Mjøsen) er Norges største sø og strækker sig fra Lillehammer til Eidsvoll i alt 117 km, i luftlinje 89,7 km. På det bredeste sted mellem Hamar og Totenvika er den 15 km. Den største officielt målte dybde er 468 m (330 m under havets overflade). Flere uofficielle målinger med ekkolod har vist en dybde på 575 m.
Mjøsbrua, som blev åbnet i 1985, er 1.430 m lang. Den går fra Biri i vest til Moelv i øst.
DS Skibladner, verdens ældste hjuldamper, sejler på Mjøsa hver sommer i rutefart mellem Lillehammer og Eidsvoll.
Hjuldamperen har været i drift siden 1856.